# Liverpool Football Club 2018-2019
Questa pagina raccoglie i dati riguardanti il Liverpool Football Club nelle competizioni ufficiali della stagione 2018-2019.

## Stagione
La stagione 2018-2019 dei Reds inizia con una vittoria per 4-0 in campionato nella partita giocata in casa contro il West Ham Utd. Nelle prime sei giornate arrivano altrettante vittorie, comprese quelle per 2-1 sui campi del Leicester City e del Tottenham. La striscia consecutiva di vittorie si interrompe sul campo del Chelsea, dove il Liverpool pareggia 1-1, e in casa la giornata successiva, dove arriva un pareggio di 0-0 contro i campioni d'Inghilterra del Manchester City.
Dopo il pareggio per 1-1 in casa dell'Arsenal, il Liverpool mette a segno nove vittorie consecutive (vincendo anche nel derby nel Merseyside contro l'Everton con il punteggio di 1-0 grazie al gol al 96' di Origi,  quella contro gli storici rivali del Manchester Utd con il punteggio di 3-1 e quella contro l'Arsenal per 5-1). La striscia si interrompe sul campo del Manchester City, dove i Reds trovano la prima e unica sconfitta della stagione in Premier League cadendo sotto i colpi di Agüero e Sané nonostante il momentaneo pareggio di Firmino; il risultato finale sarà, appunto, di 2-1 per i Citizens.
Il Liverpool riparte subito con una vittoria sul campo del Brighton per 1-0 grazie al rigore trasformato da Salah al minuto 50. Successivamente il club alterna un periodo di sei partite in cui non riesce a dare continuità alle vittorie, che sono intervallate sempre da pareggi: dunque la squadra di Klopp raccoglie 10 punti in sei giornate. Per lo sprint finale i Reds mettono a segno di nuovo nove vittorie consecutive (dalla 30ª alla 38ª giornata), comprese quelle casalinghe contro Tottenham (2-1) e Chelsea (2-0) e chiudono dunque la Premier League al 2º posto con 97 punti. Nonostante tutto, non bastano per ottenere il successo: il Manchester City si conferma campione per la seconda volta consecutiva avendo chiuso il torneo con un punto in più (98). Ciò rende il Liverpool l'unica squadra della Premier League a essere arrivata seconda (quindi a non aver vinto lo scudetto) con 97 punti fatti.
Nelle competizioni nazionali il Liverpool esce ai sedicesimi di finale in EFL Cup perdendo in casa 2-1 contro il Chelsea e ottiene lo stesso risultato sul campo del Wolverhampton ai trentaduesimi di finale in FA Cup. In Champions League viene inserito nel girone C con i campioni di Francia del Paris Saint-Germain, gli italiani del Napoli (arrivati secondi alle spalle dei campioni della Juventus nel campionato precedente) e i campioni di Serbia della Stella Rossa. Il cammino del Liverpool è abbastanza travagliato in quanto su sei partite arrivano solo tre vittorie, tutte in casa, contro il PSG alla prima giornata con il punteggio di 3-2, contro la Stella Rossa alla terza giornata con il punteggio di 4-0 e infine all'ultima giornata, contro il Napoli, in cui si gioca l'accesso agli ottavi di finale proprio contro gli azzurri.
La partita finisce 1-0 per i Reds. In trasferta, invece, raccolgono tre sconfitte su tre: perdono 1-0 sul campo del Napoli alla seconda giornata, 2-0 sul campo della Stella Rossa alla quarta giornata e 2-1 sul campo del PSG alla quinta giornata. Nonostante ciò, la società inglese si qualifica agli ottavi di finale del torneo, dove pesca i tedeschi del Bayern Monaco e contro cui vince 3-1 la partita di ritorno all'Allianz Arena dopo il pareggio per 0-0 ottenuto all'andata in casa. Ai quarti di finale trovano i portoghesi del Porto e vincono il doppio confronto con i punteggi di 2-0 all'Anfield e 4-1 in Portogallo. Arrivati in semifinale, i Reds incontrano i campioni di Spagna del Barcellona, una delle squadre favorite per la vittoria finale della Champions League.
Il risultato dell'andata è di 3-0 per i catalani, che pongono quasi fine al cammino degli inglesi in competizione; a questo punto, complici anche gli infortuni di Keïta, Firmino e Salah per la partita di ritorno, le speranze di poter ribaltare il risultato da parte degli uomini di Klopp sono veramente minime. Nonostante tutto, il Liverpool gioca una partita fenomenale e rimonta il Barcellona con un netto 4-0 trovando in Origi e Wijnaldum gli eroi della serata. Il Liverpool riesce ad accedere così alla seconda finale di Champions League consecutiva dopo quella persa l'anno scorso contro il Real Madrid.
In finale sarà derby inglese contro i londinesi del Tottenham, venuti anche loro da un cammino trionfale dopo aver eliminato Borussia Dortmund, Manchester City e Ajax (quest'ultimo vera sorpresa della Champions League 2018-2019). La finale viene vinta dal Liverpool per 2-0 con un rigore trasformato da Salah al secondo minuto e il gol nel finale di partita, di nuovo di Origi, che permettono al club di conquistare la sesta Champions League della storia a distanza di quattordici anni dall'ultima vittoria targata Benitez a Istanbul, ma soprattutto il tecnico Jürgen Klopp riesce a interrompere la striscia negativa di sei finali perse in cinque anni.

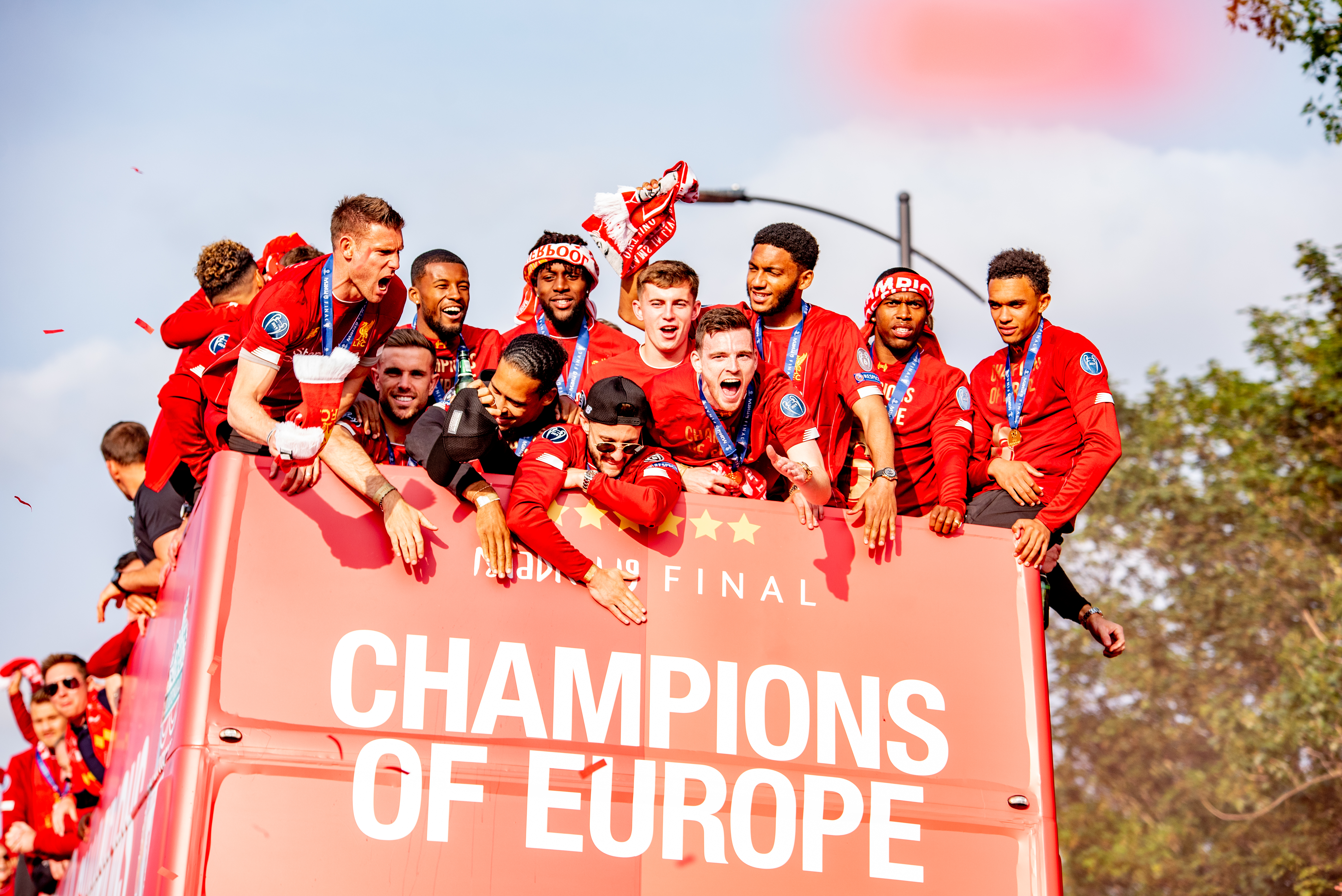
I giocatori del Liverpool in festa dopo la vittoriosa finale di Champions League

## Maglie e sponsor
Anche per la stagione 2018-2019 sia lo sponsor ufficiale che lo sponsor tecnico rimangono invariati: infatti Standard Chartered Bank rimane lo sponsor ufficiale, mentre quello tecnico è ancora New Balance. La divisa per le partite giocate in casa è la classica divisa rossa con inserti bianchi vicino al colletto fatto con il formato delle magliette a polo. La seconda divisa invece è completamente viola con la scritta dello sponsor ufficiale e tecnico di color arancione, mentre la terza divisa è grigio chiaro con un motivo a sfumature di un grigio più scuro e la scritta degli sponsor color rosso.
| Casa | Trasferta | Terza divisa |

## Organigramma societario
ORGANI DI AMMINISTRAZIONE E CONTROLLO
Consiglio di amministrazione
- Proprietario: John W. Henry
- Presidente: Tom Werner
- Presidenti onorari: D.R. Moores, T.D. Smith, K.E.B. Clayton, J.D. Burns, J.H. Cresswell
- Vicepresidente: David Ginsberg
- Amministratore delegato - CdA: Sir Kenny Dalglish
- Direttore generale: Michael Gordon
- Chief Executive Officer: Peter Moore
- Chief Operating Officer: Andy Hughes
- Amministratori: Michael Gordon, Mike Egan

AREE E MANAGEMENT
Area gestione aziendale
- Segretario generale: Ian Silvester
- Segretario del Club: Danny Stanway
- Kit Manager: Graham Carter, John Wright

Area comunicazione
- Direttore della comunicazione: Susan Black
- Addetto stampa: Matt McCann

Area sportiva
- Direttore sportivo: Michael Edwards
- Head of Ticketing and Hospitality: Phil Dutton
- Supporter Liaison Officer: Yonit Sharabi
- Stadium Manager: Mickel Lauritsen
- Academy Director: Alex Inglethorpe

Area tecnica
- Allenatore: Jürgen Klopp
- Allenatore in seconda: Peter Krawietz
- Collaboratori tecnici: Pepijn Lijnders, Angel Vales
- Preparatore dei portieri: John Achterberg
- Responsabile preparazione atletica: Philipp Jacobsen
- Preparatori atletici: Louise Fawcett, Matt Konopinski, Christopher Rohrbeck, Paul Small
- Responsabile Training Check: Mark Hulse, Andreas Kornmayer

Area sanitaria
- Team Doctor: Dr. Andrew Massey
- Fisioterapista: Richie Partridge

## Rosa
Rosa, numerazione e ruoli, tratti dal sito ufficiale, sono aggiornati al 31 gennaio 2019.
| N. |                        | Ruolo | Calciatore                   |
| -- | ---------------------- | ----- | ---------------------------- |
| 2  | Inghilterra (bandiera) | D     | Nathaniel Clyne              |
| 3  | Brasile (bandiera)     | C     | Fabinho                      |
| 4  | Paesi Bassi (bandiera) | D     | Virgil van Dijk              |
| 5  | Paesi Bassi (bandiera) | C     | Georginio Wijnaldum          |
| 6  | Croazia (bandiera)     | D     | Dejan Lovren                 |
| 7  | Inghilterra (bandiera) | C     | James Milner (vice-capitano) |
| 8  | Guinea (bandiera)      | C     | Naby Keïta                   |
| 9  | Brasile (bandiera)     | A     | Roberto Firmino              |
| 10 | Senegal (bandiera)     | A     | Sadio Mané                   |
| 11 | Egitto (bandiera)      | A     | Mohamed Salah                |
| 12 | Inghilterra (bandiera) | D     | Joe Gomez                    |
| 13 | Brasile (bandiera)     | P     | Alisson Becker               |
| 14 | Inghilterra (bandiera) | C     | Jordan Henderson (capitano)  |
| 15 | Inghilterra (bandiera) | A     | Daniel Sturridge             |

| N. |                        | Ruolo | Calciatore              |
| -- | ---------------------- | ----- | ----------------------- |
| 18 | Spagna (bandiera)      | D     | Alberto Moreno          |
| 20 | Inghilterra (bandiera) | C     | Adam Lallana            |
| 21 | Inghilterra (bandiera) | C     | Alex Oxlade-Chamberlain |
| 22 | Belgio (bandiera)      | P     | Simon Mignolet          |
| 23 | Svizzera (bandiera)    | C     | Xherdan Shaqiri         |
| 26 | Scozia (bandiera)      | D     | Andrew Robertson        |
| 27 | Belgio (bandiera)      | A     | Divock Origi            |
| 30 | Inghilterra (bandiera) | A     | Dominic Solanke         |
| 32 | Camerun (bandiera)     | D     | Joël Matip              |
| 50 | Serbia (bandiera)      | C     | Lazar Marković          |
| 56 | Inghilterra (bandiera) | D     | Connor Randall          |
| 58 | Galles (bandiera)      | A     | Benjamin Woodburn       |
| 66 | Inghilterra (bandiera) | D     | Trent Alexander-Arnold  |

## Calciomercato

### Sessione estiva(dall'1/7 al 9/8)
La stagione di calciomercato estiva inizia con l'acquisto di Naby Keïta dal RB Lipsia per la cifra definitiva di 60 milioni di euro. L'acquisto era stato già perfezionato nella sessione estiva della stagione 2017-2018 ma diventato ufficiale per la stagione 2018-2019. Successivamente viene acquistato dal Monaco il centrocampista brasiliano Fabinho per 50 milioni di euro. Sul fronte delle cessioni viene ceduto a titolo gratuito il centrocampista tedesco Emre Can alla Juventus dopo la scadenza del contratto. Il 20 luglio rendono ufficiale l'acquisto a titolo definitivo del portiere brasiliano Alisson dalla Roma per una cifra totale di 72,5 milioni di euro che ne fanno momentaneamente il portiere più pagato della storia del calcio battendo il precedente record che apparteneva alla Juventus per l'acquisto di Gianluigi Buffon dal Parma, record che poi è stato battuto l'8 agosto del Chelsea che ha sborsato ben 80 milioni di euro per prendere il portiere spagnolo Kepa dall'Athletic Bilbao.
| Acquisti         | Acquisti         | Acquisti      | Acquisti                                            |
| R.               | Nome             | da            | Modalità                                            |
| ---------------- | ---------------- | ------------- | --------------------------------------------------- |
| C                | Naby Keïta       | RB Lipsia     | definitivo (60 mln €)                               |
| C                | Fabinho          | Monaco        | definitivo (50 mln €)                               |
| C                | Xherdan Shaqiri  | Stoke City    | definitivo (14,70 mln €)                            |
| P                | Alisson Becker   | Roma          | definitivo (62,50 mln € + 10 mln € legati ai bonus) |
| Altre operazioni |                  |               |                                                     |
| C                | Lazar Markovic   | Anderlecht    | fine prestito                                       |
| A                | Divock Origi     | Wolfsburg     | fine prestito                                       |
| C                | Sheyi Ojo        | Fulham        | fine prestito                                       |
| D                | Jon Flanagan     | Bolton        | fine prestito                                       |
| D                | Connor Randall   | Hearts        | fine prestito                                       |
| A                | Daniel Sturridge | West Bromwich | fine prestito                                       |
| C                | Marko Grujić     | Cardiff City  | fine prestito                                       |

| Cessioni         | Cessioni       | Cessioni       | Cessioni                               |
| R.               | Nome           | da             | Modalità                               |
| ---------------- | -------------- | -------------- | -------------------------------------- |
| C                | Emre Can       | Juventus       | svincolato                             |
| P                | Danny Ward     | Leicester City | definitivo (14 mln €)                  |
| D                | Ragnar Klavan  | Cagliari       | definitivo (1,30 mln €)                |
| P                | Loris Karius   | Beşiktaş       | prestito biennale oneroso (2,50 mln €) |
| Altre operazioni |                |                |                                        |
| D                | Jon Flanagan   | Rangers        | svincolato                             |
| P                | Ádám Bogdán    | Hibernian      | prestito                               |
| A                | Ben Woodborn   | Sheffield Utd  | prestito                               |
| A                | Danny Ings     | Southampton    | prestito                               |
| C                | Marko Grujić   | Hertha Berlino | prestito                               |
| D                | Connor Randall | Rochdale       | prestito                               |
| C                | Sheyi Ojo      | Stade Reims    | prestito                               |

### Sessione invernale(dal 1/1 al 31/1)
| Acquisti         | Acquisti         | Acquisti         | Acquisti         |
| R.               | Nome             | da               | Modalità         |
| Altre operazioni | Altre operazioni | Altre operazioni | Altre operazioni |
| ---------------- | ---------------- | ---------------- | ---------------- |
| D                | Connor Randall   | Rochdale         | fine prestito    |
| A                | Ben Woodborn     | Sheffield Utd    | fine prestito    |

| Cessioni         | Cessioni        | Cessioni    | Cessioni                 |
| R.               | Nome            | a           | Modalità                 |
| ---------------- | --------------- | ----------- | ------------------------ |
| A                | Dominic Solanke | Bournemouth | definitivo (21,20 mln €) |
| D                | Nathaniel Clyne | Bournemouth | prestito                 |
| Altre operazioni |                 |             |                          |
| C                | Lazar Markovic  | Fulham      | svincolato               |

## Risultati

### Premier League

#### Girone di andata
| Arbitro: | Taylor |

|                                       |           |  |
| Salah 19’ Mané 45’, 53’ Sturridge 88’ | Marcatori |  |

| Arbitro: | Oliver |

|  |           |                              |
|  | Marcatori | 45’ (rig.) Milner 90+3’ Mané |

| Arbitro: | Kavanagh |

|           |           |  |
| Salah 23’ | Marcatori |  |

| Arbitro: | Tierney |

|             |           |                      |
| Ghezzal 63’ | Marcatori | 10’ Mané 45’ Firmino |

| Arbitro: | Oliver |

|              |           |                           |
| Lamela 90+3’ | Marcatori | 39’ Wijnaldum 54’ Firmino |

| Arbitro: | Tierney |

|                                      |           |  |
| Hoedt 10’ (aut.) Matip 21’ Salah 45’ | Marcatori |  |

| Arbitro: | Marriner |

|            |           |               |
| Hazard 25’ | Marcatori | 89’ Sturridge |

| Liverpool 7 ottobre 2018, ore 16:30 WEST 8ª giornata | Liverpool | 0 – 0 referto | Manchester City | Anfield (52 117 spett.)\| Arbitro: \| Atkinson \| |
| Arbitro:                                             | Atkinson  |               |                 |                                                   |

| Arbitro: | Oliver |

|  |           |           |
|  | Marcatori | 24’ Salah |

| Arbitro: | Attwell |

|                                     |           |              |
| Salah 10’ Mané 66’, 87’ Shaqiri 84’ | Marcatori | 77’ Paterson |

| Arbitro: | Marriner |

|               |           |            |
| Lacazette 82’ | Marcatori | 61’ Milner |

| Arbitro: | Tierney |

|                       |           |  |
| Salah 41’ Shaqiri 53’ | Marcatori |  |

| Arbitro: | Moss |

|  |           |                                            |
|  | Marcatori | 67’ Salah 76’ Alexander-Arnold 89’ Firmino |

| Arbitro: | Kavanagh |

|             |           |  |
| Origi 90+6’ | Marcatori |  |

| Arbitro: | Attwell |

|          |           |                                      |
| Cork 54’ | Marcatori | 62’ Milner 69’ Firmino 90+1’ Shaqiri |

| Arbitro: | Mason |

|  |           |                                     |
|  | Marcatori | 25’, 48’, 77’ Salah 68’ (aut.) Cook |

| Arbitro: | Atkinson |

|                           |           |             |
| Mané 24’ Shaqiri 73’, 80’ | Marcatori | 33’ Lingard |

| Arbitro: | Pawson |

|  |           |                        |
|  | Marcatori | 18’ Salah 68’ van Dijk |

| Arbitro: | Scott |

|                                                     |           |  |
| Lovren 11’ Salah 47’ (rig.) Shaqiri 79’ Fabinho 85’ | Marcatori |  |

#### Girone di ritorno
| Arbitro: | Oliver |

|                                                        |           |                    |
| Firmino 14’, 16’, 65’ (rig.) Mané 32’ Salah 45’ (rig.) | Marcatori | 11’ Maitland-Niles |

| Arbitro: | Taylor |

|                     |           |             |
| Agüero 40’ Sané 72’ | Marcatori | 64’ Firmino |

| Arbitro: | Friend |

|  |           |                  |
|  | Marcatori | 50’ (rig.) Salah |

| Arbitro: | Moss |

|                                       |           |                                      |
| Salah 46’, 75’ Firmino 53’ Mané 90+3’ | Marcatori | 34’ Townsend 65’ Tomkins 90+5’ Meyer |

| Arbitro: | Atkinson |

|         |           |             |
| Mané 3’ | Marcatori | 45’ Maguire |

| Arbitro: | Friend |

|             |           |          |
| Antonio 28’ | Marcatori | 22’ Mané |

| Arbitro: | Taylor |

|                                  |           |  |
| Mané 24’ Wijnaldum 34’ Salah 48’ | Marcatori |  |

| Manchester 24 febbraio 2019, ore 14:05 WET 27ª giornata | Manchester Utd | 0 – 0 referto | Liverpool | Old Trafford (74 519 spett.)\| Arbitro: \| Oliver \| |
| Arbitro:                                                | Oliver         |               |           |                                                      |

| Arbitro: | Scott |

|                                          |           |  |
| Mané 9’, 20’ Origi 66’ van Dijk 79’, 82’ | Marcatori |  |

| Liverpool 3 marzo 2019, ore 16:15 WET 29ª giornata | Everton  | 0 – 0 referto | Liverpool | Goodison Park (39 335 spett.)\| Arbitro: \| Atkinson \| |
| Arbitro:                                           | Atkinson |               |           |                                                         |

| Arbitro: | Marriner |

|                                  |           |                               |
| Firmino 20’, 67’ Mané 29’, 90+3’ | Marcatori | 6’ Westwood 90+1’ Guðmundsson |

| Arbitro: | Pawson |

|           |           |                            |
| Babel 74’ | Marcatori | 26’ Mané 81’ (rig.) Milner |

| Arbitro: | Atkinson |

|                                     |           |           |
| Firmino 16’ Alderweireld 90’ (aut.) | Marcatori | 70’ Lucas |

| Arbitro: | Tierney |

|         |           |                                   |
| Long 9’ | Marcatori | 36’ Keïta 80’ Salah 86’ Henderson |

| Arbitro: | Oliver |

|                    |           |  |
| Mané 51’ Salah 53’ | Marcatori |  |

| Arbitro: | Atkinson |

|  |           |                                 |
|  | Marcatori | 57’ Wijnaldum 81’ (rig.) Milner |

| Arbitro: | Friend |

|                                       |           |  |
| Keïta 1’ Mané 23’, 66’ Salah 45’, 83’ | Marcatori |  |

| Arbitro: | Marriner |

|                     |           |                                  |
| Atsu 20’ Rondón 54’ | Marcatori | 13’ van Dijk 28’ Salah 86’ Origi |

| Arbitro: | Atkinson |

|               |           |  |
| Mané 17’, 81’ | Marcatori |  |

### FA Cup
| Arbitro: | Tierney |

|                       |           |           |
| Jiménez 38’ Neves 55’ | Marcatori | 51’ Origi |

### Coppa di Lega
| Arbitro: | Friend |

|               |           |                                 |
| Sturridge 58’ | Marcatori | 79’ Emerson Palmieri 85’ Hazard |

### Champions League

#### Fase a gironi
| Arbitro: | Çakır |

|                                               |           |                        |
| Sturridge 30’ Milner 36’ (rig.) Firmino 90+2’ | Marcatori | 40’ Meunier 83’ Mbappé |

| Arbitro: | Kassai |

|             |           |  |
| Insigne 90’ | Marcatori |  |

| Arbitro: | Siebert |

|                                            |           |  |
| Firmino 20’ Salah 45’, 50’ (rig.) Mané 80’ | Marcatori |  |

| Arbitro: | Lahoz |

|                 |           |  |
| Pavkov 22’, 29’ | Marcatori |  |

| Arbitro: | Marciniak |

|                       |           |                     |
| Bernat 13’ Neymar 37’ | Marcatori | 45+1’ (rig.) Milner |

| Arbitro: | Skomina |

|           |           |  |
| Salah 34’ | Marcatori |  |

#### Fase a eliminazione diretta
| Liverpool 19 febbraio 2019, ore 20:00 WET Ottavi di finale - andata | Liverpool | 0 – 0 referto | Bayern Monaco | Anfield (52 250 spett.)\| Arbitro: \| Rocchi \| |
| Arbitro:                                                            | Rocchi    |               |               |                                                 |

| Arbitro: | Orsato |

|                  |           |                            |
| Matip 39’ (aut.) | Marcatori | 26’, 84’ Mané 69’ van Dijk |

| Arbitro: | Lahoz |

|                      |           |  |
| Keïta 5’ Firmino 26’ | Marcatori |  |

| Arbitro: | Makkelie |

|             |           |                                             |
| Militão 69’ | Marcatori | 26’ Mané 65’ Salah 77’ Firmino 84’ van Dijk |

| Arbitro: | Kuipers |

|                           |           |  |
| Suárez 26’ Messi 75’, 82’ | Marcatori |  |

| Arbitro: | Çakır |

|                                  |           |  |
| Origi 7’, 79’ Wijnaldum 54’, 56’ | Marcatori |  |

| Arbitro: | Skomina |

|  |           |                           |
|  | Marcatori | 2’ (rig.) Salah 87’ Origi |

## Statistiche

### Statistiche di squadra
| Competizione     | Punti | In casa | In casa | In casa | In casa | In casa | In casa | In trasferta | In trasferta | In trasferta | In trasferta | In trasferta | In trasferta | Totale | Totale | Totale | Totale | Totale | Totale | DR  |
| Competizione     | Punti | G       | V       | N       | P       | Gf      | Gs      | G            | V            | N            | P            | Gf           | Gs           | G      | V      | N      | P      | Gf     | Gs     | DR  |
| ---------------- | ----- | ------- | ------- | ------- | ------- | ------- | ------- | ------------ | ------------ | ------------ | ------------ | ------------ | ------------ | ------ | ------ | ------ | ------ | ------ | ------ | --- |
| Premier League   | 97    | 19      | 17      | 2       | 0       | 55      | 10      | 19           | 13           | 5            | 1            | 34           | 12           | 38     | 30     | 7      | 1      | 89     | 22     | +67 |
| FA Cup           | -     | 0       | 0       | 0       | 0       | 0       | 0       | 1            | 0            | 0            | 1            | 1            | 2            | 1      | 0      | 0      | 1      | 1      | 2      | -1  |
| Coppa di Lega    | -     | 1       | 0       | 0       | 1       | 1       | 2       | 0            | 0            | 0            | 0            | 0            | 0            | 1      | 0      | 0      | 1      | 1      | 2      | -1  |
| Champions League | -     | 6       | 5       | 1       | 0       | 14      | 2       | 7            | 3            | 0            | 4            | 10           | 10           | 13     | 8      | 1      | 4      | 24     | 12     | +12 |
| Totale           | -     | 26      | 22      | 3       | 1       | 70      | 14      | 27           | 16           | 5            | 6            | 45           | 24           | 53     | 38     | 8      | 7      | 115    | 38     | +77 |

### Andamento in campionato
| Giornata  | 1 | 2 | 3 | 4 | 5 | 6 | 7 | 8 | 9 | 10 | 11 | 12 | 13 | 14 | 15 | 16 | 17 | 18 | 19 | 20 | 21 | 22 | 23 | 24 | 25 | 26 | 27 | 28 | 29 | 30 | 31 | 32 | 33 | 34 | 35 | 36 | 37 | 38 |
| --------- | - | - | - | - | - | - | - | - | - | -- | -- | -- | -- | -- | -- | -- | -- | -- | -- | -- | -- | -- | -- | -- | -- | -- | -- | -- | -- | -- | -- | -- | -- | -- | -- | -- | -- | -- |
| Luogo     | C | T | C | T | T | C | T | C | T | C  | T  | C  | T  | C  | T  | T  | C  | T  | C  | C  | T  | T  | C  | C  | T  | C  | T  | C  | T  | C  | T  | C  | T  | C  | T  | C  | T  | C  |
| Risultato | V | V | V | V | V | V | N | N | V | V  | N  | V  | V  | V  | V  | V  | V  | V  | V  | V  | P  | V  | V  | N  | N  | V  | N  | V  | N  | V  | V  | V  | V  | V  | V  | V  | V  | V  |
| Posizione | 1 | 2 | 1 | 1 | 2 | 1 | 2 | 3 | 2 | 2  | 3  | 2  | 2  | 2  | 2  | 1  | 1  | 1  | 1  | 1  | 1  | 1  | 1  | 1  | 1  | 1  | 1  | 1  | 2  | 2  | 2  | 2  | 2  | 2  | 2  | 2  | 2  | 2  |

Legenda:

Luogo: C = Casa; T = Trasferta. Risultato: V = Vittoria; N = Pareggio; P = Sconfitta.

### Statistiche dei giocatori
| Giocatore             | Premier League | Premier League | Premier League | Premier League | FA Cup   | FA Cup | FA Cup      | FA Cup     | Coppa di Lega | Coppa di Lega | Coppa di Lega | Coppa di Lega | Champions League | Champions League | Champions League | Champions League | Totale   | Totale | Totale      | Totale     |
| Giocatore             | Presenze       | Reti           | Ammonizioni    | Espulsioni     | Presenze | Reti   | Ammonizioni | Espulsioni | Presenze      | Reti          | Ammonizioni   | Espulsioni    | Presenze         | Reti             | Ammonizioni      | Espulsioni       | Presenze | Reti   | Ammonizioni | Espulsioni |
| --------------------- | -------------- | -------------- | -------------- | -------------- | -------- | ------ | ----------- | ---------- | ------------- | ------------- | ------------- | ------------- | ---------------- | ---------------- | ---------------- | ---------------- | -------- | ------ | ----------- | ---------- |
| Alisson               | 38             | 0              | 1              | 0              | -        | -      | -           | -          | -             | -             | -             | -             | 13               | 0                | 0                | 0                | 51       | 0      | 1           | 0          |
| C. Kelleher           | -              | -              | -              | -              | -        | -      | -           | -          | -             | -             | -             | -             | -                | -                | -                | -                | -        | -      | -           | -          |
| S. Mignolet           | -              | -              | -              | -              | 1        | 0      | 0           | 0          | 1             | 0             | 0             | 0             | -                | -                | -                | -                | 2        | 0      | 0           | 0          |
| A. Moreno             | 2              | 0              | 0              | 0              | 1        | 0      | 0           | 0          | 1             | 0             | 0             | 0             | 1                | 0                | 0                | 0                | 5        | 0      | 0           | 0          |
| T. Alexander-Arnold   | 29             | 1              | 3              | 0              | -        | -      | -           | -          | -             | -             | -             | -             | 11               | 0                | 0                | 0                | 40       | 1      | 3           | 0          |
| J. Gomez              | 16             | 0              | 2              | 0              | -        | -      | -           | -          | -             | -             | -             | -             | 9                | 0                | 1                | 0                | 25       | 0      | 3           | 0          |
| K. Hoever             | -              | -              | -              | -              | 1        | 0      | 0           | 0          | -             | -             | -             | -             | -                | -                | -                | -                | 1        | 0      | 0           | 0          |
| D. Lovren             | 13             | 1              | 1              | 0              | 1        | 0      | 0           | 0          | 1             | 0             | 0             | 0             | 3                | 0                | 0                | 0                | 18       | 1      | 1           | 0          |
| J. Matip              | 22             | 1              | 3              | 0              | -        | -      | -           | -          | 1             | 0             | 1             | 0             | 8                | 0                | 2                | 0                | 31       | 1      | 6           | 0          |
| A. Robertson          | 36             | 0              | 4              | 0              | -        | -      | -           | -          | -             | -             | -             | -             | 12               | 0                | 3                | 0                | 48       | 0      | 7           | 0          |
| V. van Dijk           | 38             | 4              | 1              | 0              | -        | -      | -           | -          | -             | -             | -             | -             | 12               | 2                | 3                | 0                | 50       | 6      | 4           | 0          |
| I. Christie-Davies    | -              | -              | -              | -              | -        | -      | -           | -          | -             | -             | -             | -             | -                | -                | -                | -                | -        | -      | -           | -          |
| Fabinho               | 28             | 1              | 6              | 0              | 1        | 0      | 0           | 0          | 1             | 0             | 1             | 0             | 11               | 0                | 3                | 0                | 41       | 1      | 10          | 0          |
| J. Henderson          | 32             | 1              | 1              | 1              | -        | -      | -           | -          | 1             | 0             | 1             | 0             | 11               | 0                | 1                | 0                | 44       | 1      | 3           | 1          |
| C. Jones              | -              | -              | -              | -              | 1        | 0      | 0           | 0          | -             | -             | -             | -             | -                | -                | -                | -                | 1        | 0      | 0           | 0          |
| N. Keïta              | 25             | 2              | 0              | 0              | 1        | 0      | 0           | 0          | 1             | 0             | 1             | 0             | 6                | 1                | 1                | 0                | 33       | 3      | 2           | 0          |
| A. Lallana            | 13             | 0              | 1              | 0              | -        | -      | -           | -          | -             | -             | -             | -             | 3                | 0                | 1                | 0                | 16       | 0      | 2           | 0          |
| J. Milner             | 31             | 5              | 5              | 1              | 1        | 0      | 1           | 0          | 1             | 0             | 1             | 0             | 12               | 2                | 1                | 0                | 45       | 7      | 8           | 1          |
| A. Oxlade-Chamberlain | 2              | 0              | 0              | 0              | -        | -      | -           | -          | -             | -             | -             | -             | -                | -                | -                | -                | 2        | 0      | 0           | 0          |
| R. Camacho            | 1              | 0              | 0              | 0              | 1        | 0      | 0           | 0          | -             | -             | -             | -             | -                | -                | -                | -                | 2        | 0      | 0           | 0          |
| G. Wijnaldum          | 35             | 3              | 3              | 0              | -        | -      | -           | -          | -             | -             | -             | -             | 12               | 2                | 1                | 0                | 47       | 5      | 4           | 0          |
| R. Brewster           | -              | -              | -              | -              | -        | -      | -           | -          | -             | -             | -             | -             | -                | -                | -                | -                | -        | -      | -           | -          |
| S. Mané               | 36             | 22             | 2              | 0              | -        | -      | -           | -          | 1             | 0             | 0             | 0             | 13               | 4                | 2                | 0                | 50       | 26     | 4           | 0          |
| D. Origi              | 12             | 3              | 0              | 0              | 1        | 1      | 0           | 0          | -             | -             | -             | -             | 8                | 3                | 0                | 0                | 21       | 7      | 0           | 0          |
| R. Firmino            | 34             | 12             | 0              | 0              | 1        | 0      | 0           | 0          | 1             | 0             | 0             | 0             | 12               | 4                | 0                | 0                | 48       | 16     | 0           | 0          |
| M. Salah              | 38             | 22             | 1              | 0              | 1        | 0      | 0           | 0          | 1             | 0             | 0             | 0             | 12               | 5                | 1                | 0                | 52       | 27     | 2           | 0          |
| X. Shaqiri            | 24             | 6              | 2              | 0              | 1        | 0      | 0           | 0          | 1             | 0             | 0             | 0             | 4                | 0                | 0                | 0                | 30       | 6      | 2           | 0          |
| D. Sturridge          | 18             | 2              | 1              | 0              | 1        | 0      | 0           | 0          | 1             | 1             | 0             | 0             | 7                | 1                | 1                | 0                | 27       | 4      | 2           | 0          |
| B. Woodburn           | -              | -              | -              | -              | -        | -      | -           | -          | -             | -             | -             | -             | -                | -                | -                | -                | -        | -      | -           | -          |
| N. Clyne              | 4              | 0              | 0              | 0              | -        | -      | -           | -          | 1             | 0             | 0             | 0             | -                | -                | -                | -                | 5        | 0      | 0           | 0          |